# Svitava (Fluss)
Die Svitava (deutsch Zwitta, auch Zwittawa) ist ein linker Nebenfluss der Svratka  (deutsch Schwarza, Schwarzach, auch Schwarzawa) in Tschechien.
Sie entspringt drei Kilometer nordwestlich von Svitavy (deutsch: Zwittau) im Zwittauer Hügelland (Svitavská pahorkatina) in 453 m ü. NN bei dem Dorf Javorník (deutsch Mohren b. Zwittau) und bildete an ihrem Oberlauf eine natürliche Grenze zwischen Böhmen und Mähren.
An ihrem Lauf in südöstlicher Richtung liegen die Orte Svitavy, Lány, Hradec nad Svitavou, Březová nad Svitavou, Brněnec, Rozhraní, Letovice, Svitávka, Mladkov, Skalice nad Svitavou, Lhota Rapotina, Doubravice nad Svitavou, Rájec-Jestřebí, Ráječko und Blansko, wo sie sich ihren weiteren Weg durch das Drahaner Bergland bahnt. Östlich der Svitava schließt sich dort die Landschaft des Mährischen Karstes an.
Weitere Orte am Fluss sind noch Adamov u Brna, Bílovice nad Svitavou und Brünn. Am südlichen Stadtrand von Brünn mündet die Svitava nach 97 km bei Přízřenice in die Svratka.
Die Svitava hat ein Einzugsgebiet von 1150 km². Im Jahre 1997 führte die Svitava ein extremes Hochwasser, Überschwemmungen im geringeren Umfang kommen immer wieder vor, die letzte war im Jahre 2006.

## Zuflüsse
- Křetínka (r) in Letovice
- Úmoří (r) in Skalice nad Svitavou
- Mladkovský potok (l), in Mladkov
- Bělá (l) bei Lhota Rapotina
- Býkovka (r) in Rájec-Jestřebí
- Punkva (l) bei Blansko
- Křtinský potok in Adamov u Brna
- Ponávka in Brünn